# Rosa Otermín
Rosa Otermín Abella (Alcorcón, Madrid, 2 de octubre de 2000) es una futbolista española. Juega como lateral izquierdo en el Atlético de Madrid de la Primera División Femenina de España.
Suele jugar por la banda izquierda y ha ido retrasando su posición de delantera hasta jugar de lateral zurda.

## Trayectoria

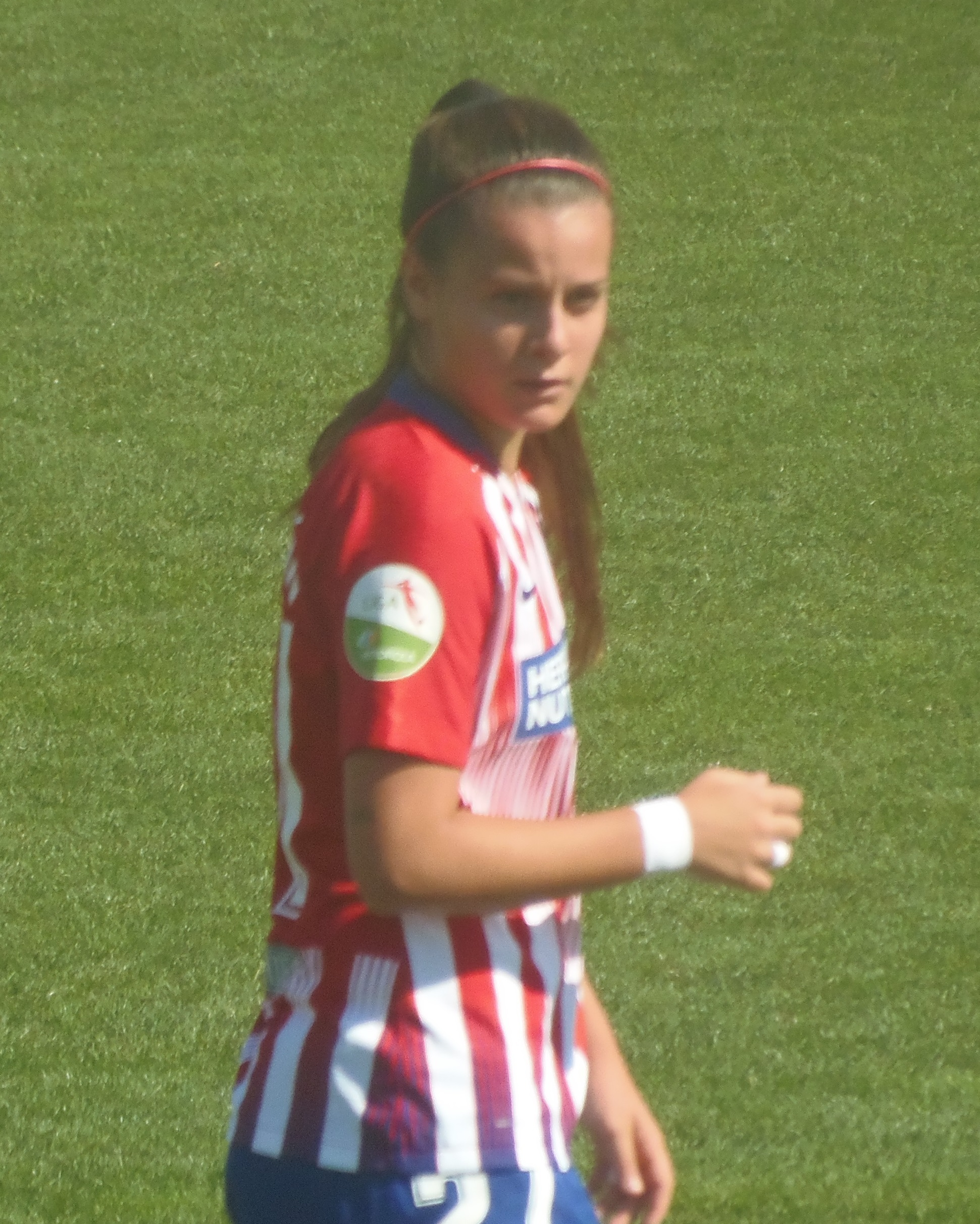
Rosa Otermín jugando contra el EDF Logroño en septiembre de 2018

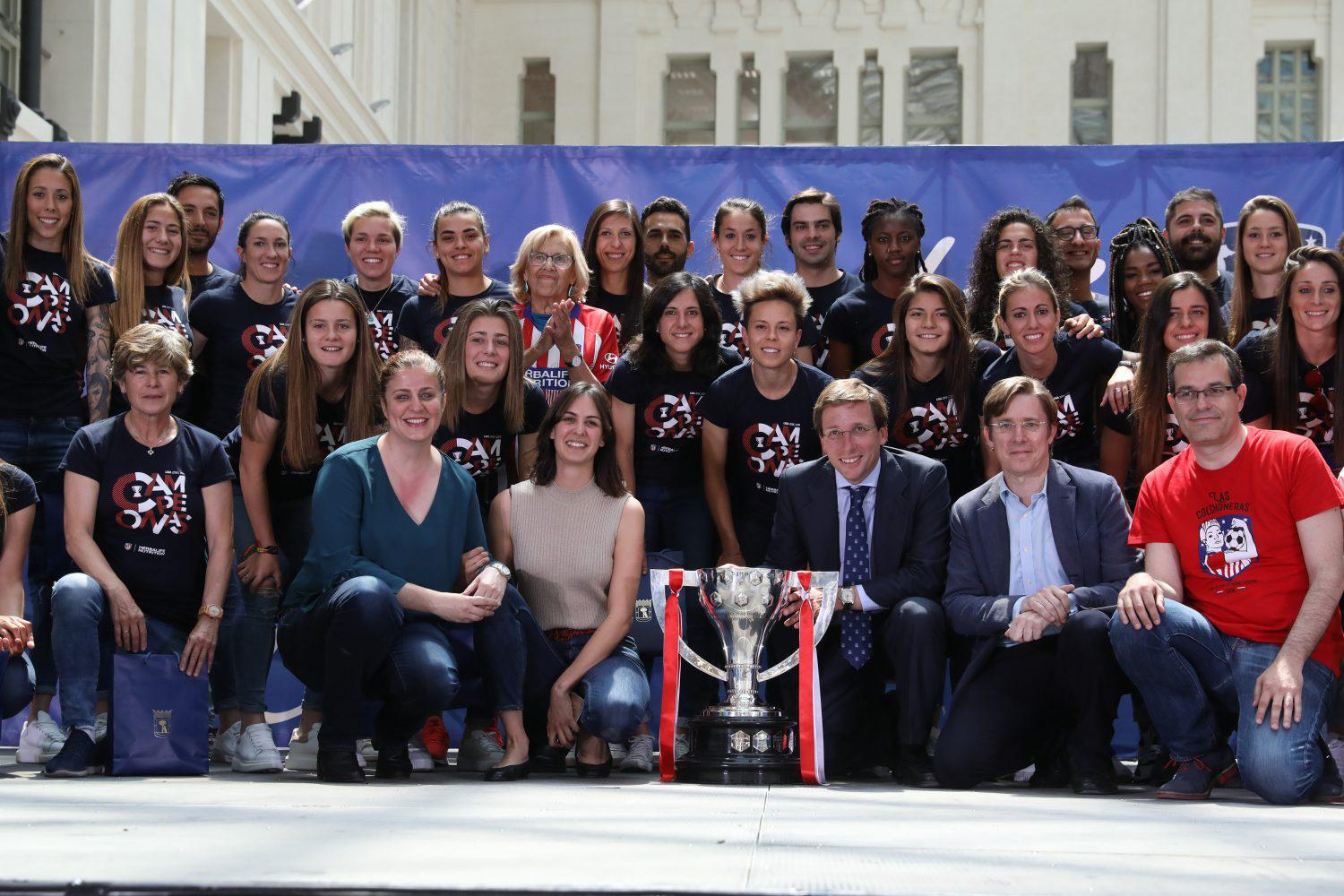
La alcaldesa recibe al equipo femenino del Atlético de Madrid ganador de la Liga Iberdrola 2019

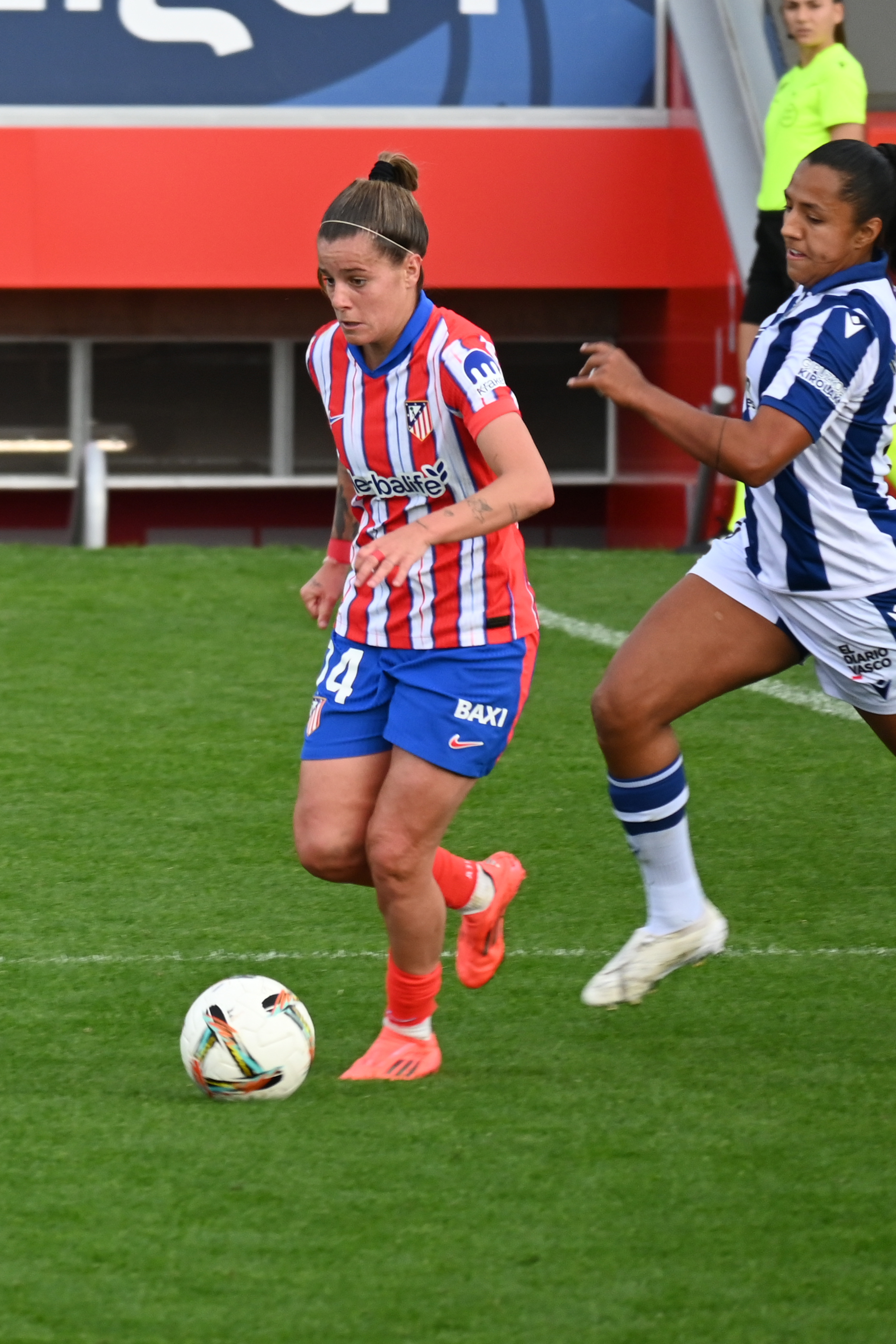
Rosa Otermín en septiembre de 2024

### Categorías inferiores
Rosa creció en Fuensalida, lugar donde empezó a jugar al fútbol. En 2015, con 14 años,  dejó el Fuensalida C.F. para ingresar en las categorías inferiores del Atlético de Madrid. Rosa ocupó la demarcación de delantera en el Atlético de Madrid C.
En su primera temporada en el club fue convocada por la selección española sub-17 para participar en unos entrenamientos. Esa temporada se equipo se proclamó campeón del Grupo I de Preferente Madrileña, siendo Rosa su máxima goleadora con 26 tantos.
Al finalizar la temporada participó en el campeonato de España sub-16 representando a Madrid donde terminó siendo subcampeona al ser derrotadas por la selección de Cataluña.
En la temporada 2016-17 Rosa ascendió al Atlético de Madrid B. En abril se proclamó campeona de España Sub-18 representando a Madrid. En la final aisistió a Ana Marcos para marcar el gol de la victoria sobre la Selección de Cataluña. Esa temporada el equipo terminó tercero del grupo V de Segunda División con 63 puntos y Rosa fue elegida jugadora revelación del equipo.
En la temporada 2017-18 Rosa permaneció en el Atlético de Madrid B donde retrasó su posición al centro del campo. En pretemporada jugó amistosos con el primer equipo, llegando a marcar su primer gol con el primer equipo en un encuentro contra el equipo francés del Albi. Al inicio de temporada Rosa alternó convocatorias con el primer equipo con los encuentros del B.
El primer equipo de Atlético de Madrid concluyó la temporada como campeón de Primera División y el B terminó segundo en la Segunda División Grupo V por detrás del Club Deportivo Tacón.

### Debut en Primera División
Rosa formó parte del Atlético de Madrid B en la temporada 2017-18 pero fue convocada en varias ocasiones con el primer equipo. Debutó esta temporada en Primera División al sustituir a Esther González en el minuto 87 en la victoria del Atlético de Madrid ante el Santa Teresa Club Deportivo por 3 goles a 0.
En la temporada 2018-19 Rosa consiguió ficha del primer equipo.
Jugó contra el E.D.F. Logroño entrando como suplente y dio una asistencia de gol a Alex Chidiac. Durante la temporada alternó convocatorias con el primer equipo, con el que ganó la liga, con partidos con el equipo filial, con el que logró el ascenso a la nueva categoría nacional Primera B. En la final de la Copa de la Reina el Atlético cayó ante la Real Sociedad.

### Consolidación en Sevilla
El 6 de agosto de 2019 se confirmó la rescisión de su contrato con el Atlético de Madrid y su fichaje por el Betis. En el club verdiblanco permaneció dos temporadas, jugó de manera habitual, y quedó en ambas en duodécima posición, evitando el descenso por margen estrecho. En verano de 2021 fichó por el rival del Betis, El Sevilla. En el Sevilla encontró un proyecto más sólido y siguió jugando habitualmente por la banda izquierda, prodigándose más en ataque y logrando quedar en la zona media de la tabla las tres temporadas en las que permaneció en el club.

### Vuelta al Atlético de Madrid
En verano de 2024 volvió a fichar por el Atlético de Madrid. Disputó la titularidad en la banda izquierda con Andrea Medina, siendo una u otra la elegida según el momento de cada una en la temporada, y jugando también como extremo izquierdo al principio de la temporada debido a las lesiones de sus compañeras. El Atlético de Madrid, dirigido este año por Víctor Martín, se clasificó para la Liga de Campeones en la última jornada y alcanzó la final de la Copa de la Reina, aunque cayó en la ronda previa de la competición europea y en la semifinal de la Supercopa.

## Selección nacional
Rosa debutó con la selección española en el Torneo de Desarrollo de la UEFA Sub-16 el 19 de febrero de 2015. El partido enfrentó a la selección española contra Escocia y acabó con victoria española por 6 a 0. Rosa marcó tres de los goles. España acabó siendo campeona del torneo.
El 1 de septiembre de 2015 Rosa fue convocada para unas sesiones de entrenamiento de la categoría Sub-17. Su debut en esta categoría se produjo en la Ronda Élite del Europeo ante Portugal el  28 de marzo de 2017. Rosa sustituyó a Sara Navarro en el minuto 65 y el partido concluyó con victoria española por 6 a 1. El 18 de abril de 2017 se anunció la convocatoria para la fase final del Europeo que se disputaba en República Checa y Rosa formó parte de ella.
En el Europeo Sub-17 de la República Checa Rosa jugó todos los partidos como titular en el lateral izquierdo.
En la final España empató sin goles contra Alemania y perdió en la tanda de penaltis.
El 5 de septiembre de 2017 Rosa fue convocada con la Selección Sub-19. Rosa debutó en esta categoría el 12 de septiembre de 2017 en Florencia contra Italia en un partido que terminó con empate a dos goles.
Posteriormente fue convocada para participar en la Ronda Élite de la clasificación al Europeo Sub-19. El 8 de abril de 2018 disputó su primer partido oficial de esta categoría ante Austria con victoria por 3 a 0.
Debido a la coincidencia del Europeo Sub-19 y el Mundial Sub-20  de 2018, Jorge Vilda, seleccionador nacional absoluto, se hizo cargo de la Selección Sub-19. Vilda incluyó a Rosa en su convocatoria el 6 de julio de 2018. Rosa jugó el partido inicial ante Noruega completo, que terminó con derrota por dos goles a cero, y disputó un minuto en la semifinal contra Dinamarca. España revalidó su título.
Participó en la clasificación y en la fase final del Europeo Sub-19 de 2019, siendo titular en el primer partido de la fase de grupos de Bélgica como lateral zurda hasta que fue sustituida en el descanso. No disputó el segundo partido en el que ganaron a Inglaterra por 1-0, y en el que se clasificaron matemáticamente para la semifinal y para el Mundial Sub-20 de 2020, ni en el tercer partido en el que empataron a cero contra Alemania, siendo segundas de grupo por diferencia de goles. Tampocoó dispuso de minutos en la semifinal contra Francia, en la que empataron el partido y cayeron en la prórroga por 3-1.

## Estadísticas

### Clubes
Actualizado al último partido jugado el 7 de junio de 2025.
| Club                          | Div           | Temporada     | Liga  | Liga  | Liga   | Copas nacionales(1) | Copas nacionales(1) | Copas nacionales(1) | Torneos internacionales(2) | Torneos internacionales(2) | Torneos internacionales(2) | Total | Total | Total  | Media goleadora |
| Club                          | Div           | Temporada     | Part. | Goles | Asist. | Part.               | Goles               | Asist.              | Part.                      | Goles                      | Asist.                     | Part. | Goles | Asist. | Media goleadora |
| ----------------------------- | ------------- | ------------- | ----- | ----- | ------ | ------------------- | ------------------- | ------------------- | -------------------------- | -------------------------- | -------------------------- | ----- | ----- | ------ | --------------- |
| Atlético de Madrid B · España | 2ª            | 2016-17       | ?     | ?     | ?      | -                   | -                   | -                   | -                          | -                          | -                          | ?     | ?     | ?      | ?               |
| Atlético de Madrid B · España | 2ª            | 2017-18       | ?     | ?     | ?      | -                   | -                   | -                   | -                          | -                          | -                          | ?     | ?     | ?      | ?               |
| Atlético de Madrid B · España | Total club    | Total club    | ?     | ?     | ?      | 0                   | 0                   | 0                   | 0                          | 0                          | 0                          | 0     | 0     | 0      | ?               |
| Atlético de Madrid · España   | 1ª            | 2017-18       | 1     | 0     | 0      | 0                   | 0                   | 0                   | 0                          | 0                          | 0                          | 1     | 0     | 0      | 0,00            |
| Atlético de Madrid · España   | 1ª            | 2018-19       | 3     | 0     | 1      | 0                   | 0                   | 0                   | 0                          | 0                          | 0                          | 3     | 0     | 1      | 0,00            |
| Real Betis · España           | 1ª            | 2019-20       | 14    | 1     | 1      | 2                   | 0                   | 0                   | -                          | -                          | -                          | 16    | 1     | 1      | 0,07            |
| Real Betis · España           | 1ª            | 2020-21       | 29    | 3     | 0      | -                   | -                   | -                   | -                          | -                          | -                          | 29    | 3     | 0      | 0,10            |
| Real Betis · España           | Total club    | Total club    | 43    | 4     | 1      | 2                   | 0                   | 0                   |                            |                            |                            | 45    | 4     | 1      | 0,09            |
| Sevilla F. C. · España        | 1ª            | 2021-22       | 27    | 3     | 3      | 1                   | 0                   | 0                   | -                          | -                          | -                          | 28    | 3     | 3      | 0,11            |
| Sevilla F. C. · España        | 1ª            | 2022-23       | 21    | 2     | 5      | 1                   | 0                   | 0                   | -                          | -                          | -                          | 22    | 2     | 5      | 0,09            |
| Sevilla F. C. · España        | 1ª            | 2023-24       | 27    | 1     | 6      | 2                   | 0                   | 1                   | -                          | -                          | -                          | 29    | 1     | 7      | 0,03            |
| Sevilla F. C. · España        | Total club    | Total club    | 75    | 6     | 14     | 4                   | 0                   | 1                   |                            |                            |                            | 79    | 6     | 15     | 0,08            |
| Atlético de Madrid · España   | 1ª            | 2024-25       | 27    | 3     | 1      | 4                   | 0                   | 0                   | 2                          | 0                          | 0                          | 33    | 3     | 1      | 0,08            |
| Atlético de Madrid · España   | Total club    | Total club    | 31    | 3     | 2      | 4                   | 0                   | 0                   | 2                          | 0                          | 0                          | 37    | 3     | 2      | 0,08            |
| Total carrera                 | Total carrera | Total carrera | 148   | 13    | 17+    | 10                  | 0                   | 1                   | 2                          | 0                          | 0                          | 161   | 13    | 18+    | 0,08            |

### Selecciones
Actualizado al último partido jugado el 16 de julio de 2019.
| Selecciones                                                                                                | 'Temporada    | Europeo(4) | Europeo(4) | Europeo(4) | Mundial (4) | Mundial (4) | Mundial (4) | Amistosos | Amistosos | Amistosos | Total | Total | Total  | Media goleadora |
| Selecciones                                                                                                | 'Temporada    | Part.      | Goles      | Asist.     | Part.       | Goles       | Asist.      | Part.     | Goles     | Asist.    | Part. | Goles | Asist. | Media goleadora |
| --- | ------------- | ---------- | ---------- | ---------- | ----------- | ----------- | ----------- | --------- | --------- | --------- | ----- | ----- | ------ | --------------- |
| Sub-16 · España                                                                                            | 2015          | —          | —          | —          | —           | —           | —           | 3         | 3         | -         | 3     | 3     | 0      | 1,00            |
| Sub-16 · España                                                                                            | Total         | 0          | 0          | 0          | 0           | 0           | 0           | 3         | 3         | 0         | 3     | 3     | 0      | 1,00            |
| Sub-17 · España                                                                                            | 2017          | 7          | 0          | 0          | 0           | 0           | 0           | 0         | 0         | 0         | 7     | 0     | 0      | 0,00            |
| Sub-17 · España                                                                                            | Total         | 7          | 0          | 0          | 0           | 0           | 0           | 0         | 0         | 0         | 7     | 0     | 0      | 0,00            |
| Sub-19 · España                                                                                            | 2017          | 0          | 0          | 0          | 0           | 0           | 0           | 2         | 0         | 0         | 2     | 0     | 0      | 0,00            |
| Sub-19 · España                                                                                            | 2018          | 3          | 0          | 0          | 0           | 0           | 0           | 1         | 0         | 0         | 4     | 0     | 0      | 0,00            |
| Sub-19 · España                                                                                            | 2019          | 3          | 0          | 0          | 0           | 0           | 0           | 2         | 1         | 0         | 5     | 1     | 0      | 0,20            |
| Sub-19 · España                                                                                            | Total         | 6          | 0          | 0          | 0           | 0           | 0           | 5         | 1         | 0         | 11    | 1     | 0      | 0,09            |
| Total carrera                                                                                              | Total carrera | 13         | 0          | 0          | 0           | 0           | 0           | 8         | 4         | 0         | 21    | 4     | 0      | 0,19            |
| (4) Se incluyen partidos en fases clasificatorias, no inclute Torneo de Exentos ni Torneo Desarrollo UEFA. |               |            |            |            |             |             |             |           |           |           |       |       |        |                 |

#### Participaciones en fases finales
| Competición         | Categoría                  | Sede            | Resultado     | Partidos | Goles |
| ------------------- | -------------------------- | --------------- | ------------- | -------- | ----- |
| Europeo Sub-17 2017 | Selección de fútbol sub-17 | República Checa | Subcampeona   | 5        | 0     |
| Europeo Sub-19 2018 | Selección de fútbol sub-19 | Suiza           | Campeona      | 2        | 0     |
| Europeo Sub-19 2019 | Selección de fútbol sub-19 | Escocia         | Semifinalista | 1        | 0     |
| Total               | –                          | –               | –             | 8        | 0     |

## Palmarés

### Campeonatos nacionales
| Título                       | Club                 | País   | Año     |
| ---------------------------- | -------------------- | ------ | ------- |
| Preferente Madrileña grupo I | Atlético de Madrid C | España | 2015-16 |
| Primera División             | Atlético de Madrid   | España | 2017-18 |
| Ascenso a Primera B          | Atlético de Madrid B | España | 2018-19 |
| Primera División             | Atlético de Madrid   | España | 2018-19 |

### Campeonatos internacionales
| Título         | Equipo              | Sede  | Año  |
| -------------- | ------------------- | ----- | ---- |
| Europeo Sub-19 | Selección de España | Suiza | 2018 |

### Distinciones individuales
| Distinción                                             | Año     |
| ------------------------------------------------------ | ------- |
| Máxima goleadora del Atlético de Madrid C              | 2015-16 |
| Jugadora Revelación del Atlético de Madrid B           | 2016-17 |
| Mejor jugadora del mes de enero del Atlético de Madrid | 2025    |